# Bremblauwtje
Het bremblauwtje (Polyommatus eroides) is een vlinder uit de familie Lycaenidae (kleine pages, vuurvlinders en blauwtjes). Dit taxon wordt ook weleens opgevat als een ondersoort van het vlaggewikkeblauwtje (Polyommatus eros).
Het bremblauwtje komt vooral voor in Oost-Europese landen. De waardplant is de hokjespeul (Astragalus glycyphyllos).